# رالف جونسالفيس
رالف إيفيرارد غونسالفيس (من مواليد 8 أغسطس 1946) سياسي من سانت فينسنت والغرينادين. وهو حاليًا  رئيس وزراء سانت فنسنت وجزر غرينادين ، وزعيم حزب العمال المتحد (ULP).
غونسالفيس هو رئيس الحكومة الأطول خدمة مستمرة منذ استقلال سانت فنسنت وجزر غرينادين في عام 1979. وأصبح رئيسًا للوزراء بعد فوز حزبه بـ حكومة الأغلبية في  الانتخابات العامة لعام 2001 . كان أول رئيس وزراء من حزب العمال الموحد الجديد ، بعد اندماج حزب عمال سانت فنسنت وجزر غرينادين وحركة الوحدة الوطنية.
كان غونسالفيس عضوًا في البرلمان (عضوًا بالبرلمان) عن الدائرة الانتخابية في شمال وسط ويندوارد منذ عام 1994. في عام 1994 ، بعد تشكيل حزب الوحدة العمالية ، أصبح نائبًا للرئئيس ، وأصبح رئيسا للحزب عام 1998.
مع وجود غونسالفيس كرئيس ، فاز حزب ULP بأغلبية الأصوات الشعبية في كل انتخابات عامة من عام 1998 حتى عام 2015 ، على الرغم من فشله في تأمين غالبية المقاعد البرلمانية في  انتخابات 1998. في عام 2020 ، فاز حزب ULP في  الانتخابات ، لكنه لم يفز بالتصويت الشعبي. في 7 نوفمبر 2020 ، أدى غونسالفيس اليمين الدستورية لولايته الخامسة كرئيس للوزراء.

## النشأة والتعليم
وُلد غونسالفيس ، المعروف باسم "الرفيق رالف" ، في كولوناري ،  سانت فنسنت ، جزر ويندوارد البريطانية لوالده ألبان غونسالفيس ، مزارع ورجل أعمال صغير (متوفي الآن ) ووالدته تيريزا فرانسيس ، سيدة أعمال صغيرة. جاء أسلافه إلى سانت فينسنت والغرينادين عام 1845 كخدم بعقود من  البرتغالية جزيرة ماديرا.
تحق غونسالفيس بمدرسة كولوناري الرومانية الكاثوليكية ، ولاحقًا في مدرسة سانت فنسنت النحوية. ثم التحق بجامعة جامعة الهند الغربية ، حيث أكمل درجة البكالوريوس في الاقتصاد. عاد إلى هناك لاحقًا ليحصل على درجة الماجستير في الحكومة ، والتي أكملها في عام 1971. في عام 1974 أكمل الدكتوراة في الحكومة من  جامعة مانشستر . كان غونسالفيس يسمى البار في غريز إن في لندن في عام 1981. كما حضر جامعة ماكيريري في أوغندا وفقًا لخطابه في الأمم المتحدة خلال فعالية يوم إفريقيا في 25 مايو 2019..

## الحياة السياسية

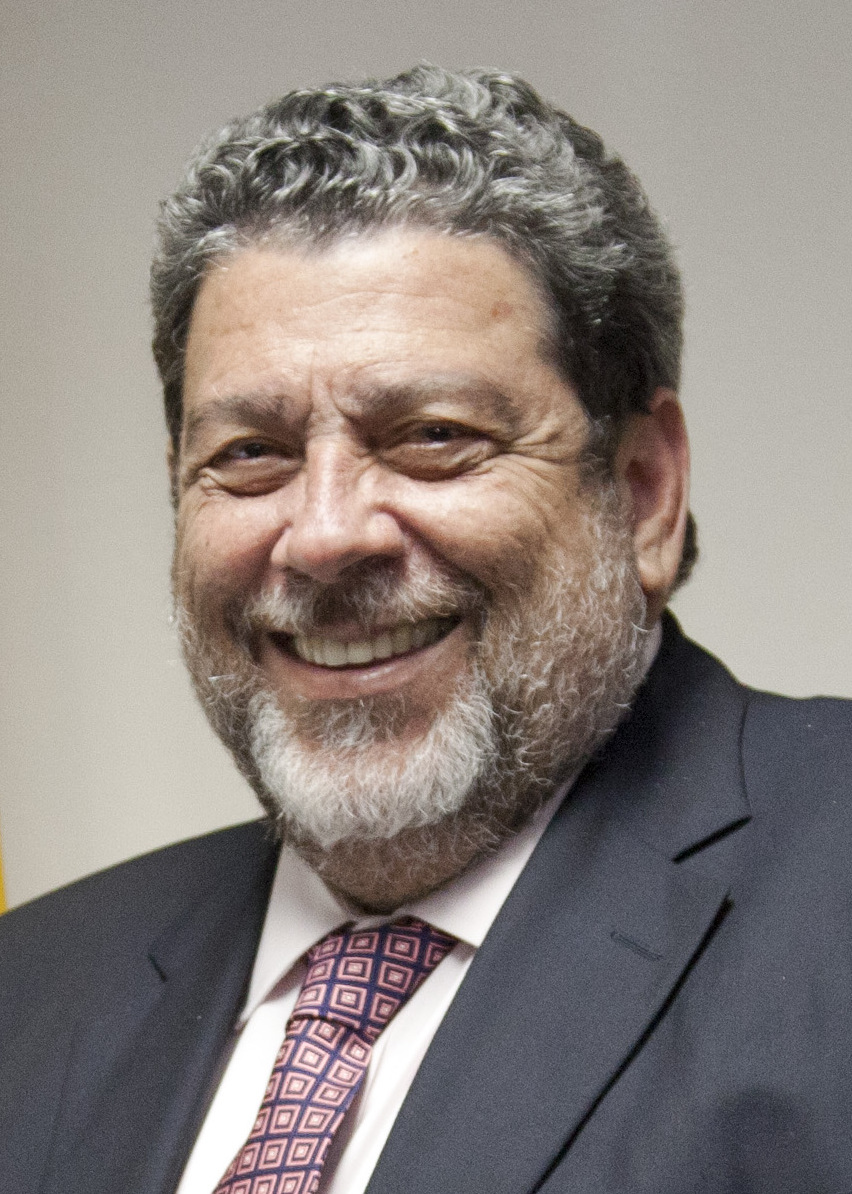
Gonsalves in 2013

انخرط غونسالفيس في السياسة في الجامعة ، كرئيس لنقابة الطلاب الجامعيين ومجتمع المناظرة بجامعة ويست إنديز. في عام 1968 ، قاد احتجاجًا طلابيًا على ترحيل الحكومة الجامايكية للمؤرخ والمفكر والتر رودني.
في عام 1994 ، أصبح غونسالفيس نائب رئيس حزب العمال في سانت فنسنت وجزر غرينادين. بعد استقالة فنسنت بيتش ، أصبح غونسالفيس رئيسأ للحزب في عام 1998. قاد غونسالفيس لاحقًا حزب العمال الوحدة للفوز في الانتخابات العامة في سانت فينسنت 2001 ، ليصبح رئيسًا للوزراء و وزير المالية. تمت إعادة انتخاب حزب العمال المتحد (ULP) في الانتخابات العامة في سانت فينسنت 2005. في الانتخابات العامة في سانت فينسنت 2010 ، أعيد انتخاب غونسالفيس وحزب ULP بفارق ضئيل بنسبة 51.11٪ من الأصوات الشعبية.

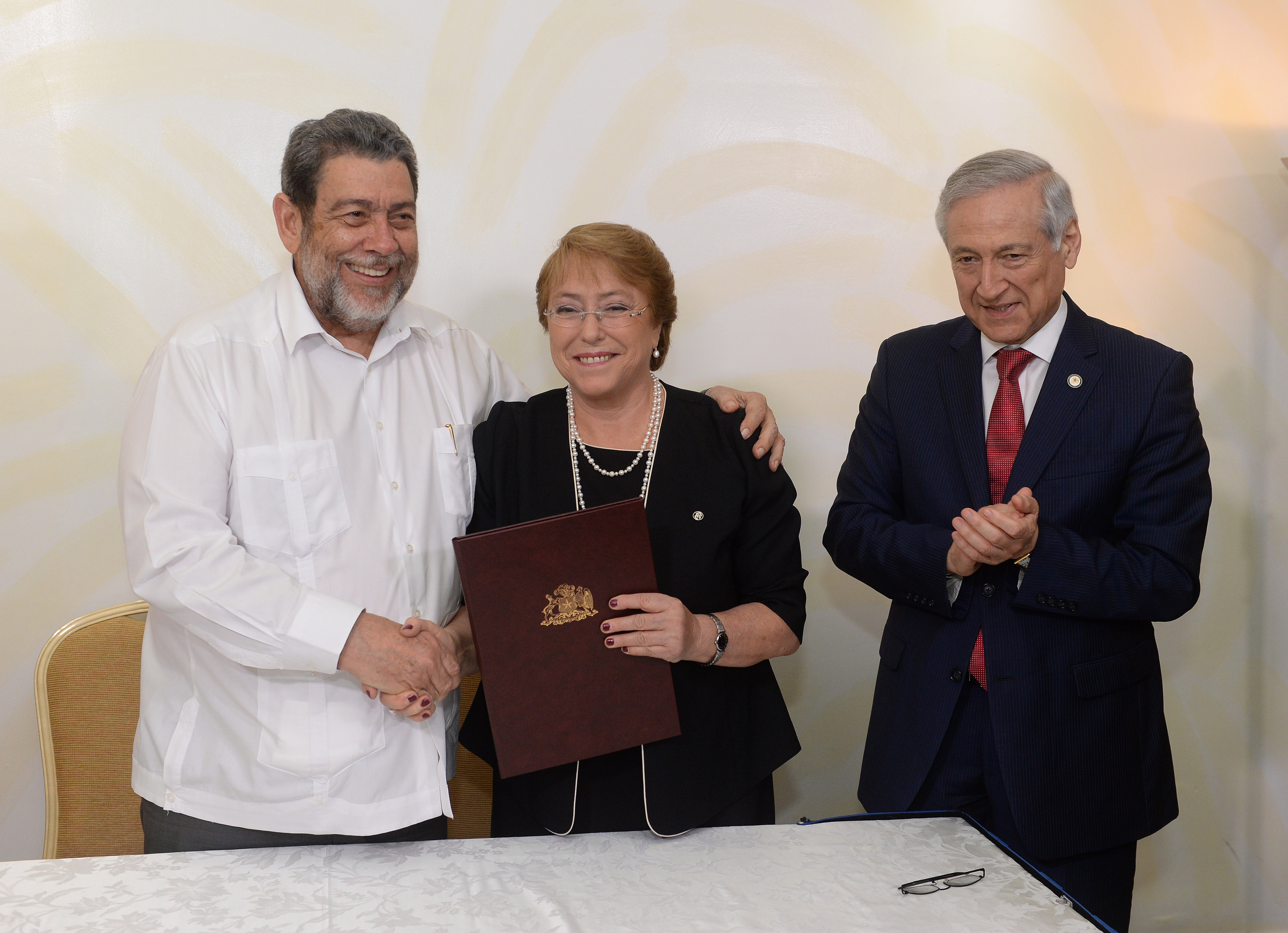
غونسالفيس في اجتماع الجماعة الكاريبية في عام 2016 مع رئيس شيلي ميشيل باتشيليت ووزير خارجية تشيلي هيرالدو مونيوز

في عام 2009 ، قاد غونسالفيس وجامعة لابونتا حملة استفتاء لصالح الإصلاح الدستوري الذي كان من شأنه أن يلغي الملكية الدستورية للبلاد ، لتحل محل إليزابيث الثانية مع  رئيسغير تنفيذي. هُزِم  الاستفتاء ، حيث رفض 55.64٪ من الناخبين التغييرات..
في تشرين الثاني (نوفمبر) 2017 ، تنازل غونسالفيس عن حقيبة  وزير المالية لابنه ، كاميلو غونسالفيس.
في 3 يوليو 2020 ، تم انتخاب غونسالفيس رئيسًا لـ الجماعة الكاريبية خلفًا لـ ميا موتلي. انتهت ولايته التي دامت ستة أشهر في 1 يناير 2021 ، وخلفه رئيس وزراء ترينيداد وتوباغو كيث رولي .
في نوفمبر 2020 ، دخل رالف غونسالفيس ، رئيس وزراء سانت فنسنت وجزر غرينادين منذ عام 2001 ، التاريخ من خلال تحقيق الفوز الخامس على التوالي لـ حزب العمال الموحد (ULP) في الانتخابات العامة.

## السياسة الخارجية
يمارس غونسالفيس القانون أمام المحكمة العليا لشرق الكاريبي.  كتب ونشر مجموعة من المسائل بما في ذلك الكاريبي ، إفريقيا ، التجارة النقابية والاقتصاد السياسي المقارن وقضايا التنمية بشكل عام.

## الحياة الشخصية
تزوج غونسالفيس مرتين ؛ حاليا هو متزوج من إلويز هاريس. لديه ولدان من زواجه الأول ،  كاميلو وآدم ؛ ابن واحد من زوجته الثانية ستورم ؛ وابنتان إيزيس وسولي. اتبع كاميلو والده في السياسة ، ويشغل حاليًا منصب  وزير المالية. 

## هجوم احتجاجي ضد اللقاح 2021
يوم الخميس ، 5 أغسطس 2021 ، في مظاهرة  ضد التطعيم الإلزامي من كوفيد 2019 نظمتها نقابات عمالية تمثل الممرضات والشرطة وغيرهم من العمال ، 
تعرض غونسالفيس لهجوم بقذيفة بالقرب من مدخل البرلمان. أصيب بجروح واضحة في رأسه في الهجوم. وقع الهجوم خلال احتجاج كبير ضد الأقنعة والتطعيمات في البلاد.  تم نقل غونسالفيس إلى المستشفى حيث تم التأكد من أنه في حالة مستقرة.

## التكريمات الدولية
- الأرجنتين :
  -  الصليب الأكبر من وسام المحرر الجنرال سان مارتين(2015)[20]

- كوبا :
  -  نيشان خوسيه مارتي (2022)[21]

- تايوان :
  -  نيشان النجم اللامع مع الصليب الأعظم الخاص (2003)[22]

## المنشورات
كتب 
- "يوميات رئيس الوزراء: عشرة أيام بين الرهبان البينديكتين"
- "صنع الرفيق: الرحلة السياسية لرالف غونسالفيس"
- "شبح الإمبريالية: حالة الكاريبي" (جامعة الهند الغربية ؛ 128 صفحة ، 1976)
- "مسار التنمية غير  الرأسمالية: إفريقيا ومنطقة البحر الكاريبي" (One Caribbean Publishers؛ 1981)
- "التاريخ والمستقبل: منظور كاريبي" (169 صفحة ، 1994).
- "ملاحظات حول بعض الأفكار الأساسية في الماركسية اللينينية" (جامعة جزر الهند الغربية ؛ 56 صفحة)

أطروحات
- دور العمل في العملية السياسية لسانت فنسنت (1935-1970)  (رسالة ماجستير ، 1971)[23]
- سياسة النقابات والعلاقات الصناعية في أوغندا (1950–1971) (Doctoral Thesis, 1974)[24]

 كتيبات 
- "قضية  رودني وما بعدها" (جامعة جزر الهند الغربية ، 21 صفحة ، 1975)
- "التطور والطابع الطبقي للدولة البرجوازية: حالة سانت فنسنت" (جامعة جزر الهند الغربية ، 15 صفحة ، 1976)
- "الضوابط والتأثيرات على الخدمة المدنية والهيئات التشريعية في  الكومنولث الكاريبي: مناقشة أولية" (جامعة جزر الهند الغربية ؛ 67 صفحة ، 1977)
- "تطور الحركة العمالية في سانت فنسنت" (37 صفحة ، 1977).
- "من قتل السكر في سانت فنسنت؟" (حركة التحرير المتحدة ، 21 صفحة ، 1977)
- "في الاقتصاد السياسي في باربادوس" (One Caribbean Publishers ؛ 49 صفحة ، 1981)
- "حركة النقابات في سانت فنسنت وجزر غرينادين" (حركة من أجل الوحدة الوطنية  ؛ 64 صفحة ، 1983)
- "إبنيزر جوشوا: إيديولوجيته وأسلوبه" (حركة من أجل الوحدة الوطنية ؛ 39 صفحة ، 1984)
- (محرر) "محاكمة جورج ماكنتوش" (كاريبيان دياسبورا برس ، 80 صفحة ، 1985)
- "السلطة في الشرطة: استعمالاتها وانتهاكاتها" (الحركة من أجل الوحدة الوطنية ؛ 45 صفحة ، 1986)
- "الموز في ورطة: حاضرها ومستقبلها" (الحركة من أجل الوحدة الوطنية ؛ 22 صفحة ، 1989)